# バークレーズコート
バークレーズコート（BARCLAYS COURT）は、沖縄県浦添市当山にある複合商業施設である。キャッチフレーズは「毎日の暮らし、便利に楽しく。しあわせ、くう・かう・タウン。」。

## 概要
所在地である浦添市西原は、2002年9月に返還された米陸軍工兵隊事務所（D.E.）跡地で、同施設は県道241号沿いの在沖米総領事館に隣接して位置している。
食品スーパーの「浦西りうぼう」を核テナントに、家電量販店の「ベスト電器」のほか、レストラン、アパレル専門店などが並ぶオープンモールの形態である。別館にはクリニックやフィットネスクラブが入居する「バークレーズメディカルモール」が隣接している。ともにバークレイ株式会社（前・バークレー・リアルティー沖縄リミテッド：那覇市）が同施設を管理・運営する。

## 沿革
- 2002年（平成14年）9月30日 - 米陸軍工兵隊事務所の返還。
- 2005年（平成17年）
  - 3月15日 - 「バークレーUSC（仮称）」の開発を発表[1]。
  - 6月2日 - 着工。
  - 11月1日 - 「浦西りうぼう」がプレオープン[2]。
  - 11月11日 - 「バークレーズコート」が開業[3]。
- 2021年（令和3年）5月6日 - 敷地内に新たに店舗棟を増床し、19日までに3店舗がオープン[4][5]。

## 主な施設

### 食品・生活雑貨
- 浦西りうぼう
- ゲオ
- セカンドストリート
- ダイソー（リウボウストアが運営）
- ドラッグイレブン
- ベスト電器

### ファッション
- ゴルフ5
- マックハウス

### 飲食店
- 杏屋
- イタリアン・トマト カフェジュニア
- 大戸屋
- 沖縄そば郷土料理 なび家
- かつさと
- カレーハウスCoCo壱番屋
- 牛角
- しゃぶしゃぶ一人一鍋
- スシロー
- スターバックス
- ハンバーグ ステーキハウス88Jr.
- やっぱりステーキ
- ラーメン花月嵐

### サービス
- リウボウ旅行サービス
- 沖縄県労働金庫 浦添支店 普天間支店

### バークレーメディカルモール
- カーブス
- いむろ心のクリニック
- バークレー整形外科スポーツクリニック
- バークレーレディースクリニック

## バークレイ株式会社
バークレイ社は、杉原千畝のビザでアメリカに移住した二人のリトアニア系ユダヤ人、リービー・ソール・デイビットとドナルド・ジーマーマンによって1946年4月にアメリカのワシントン州シアトルで設立され、同時に東京支店を開設した。1952年には米軍基地が集中する沖縄に支店を開設し、洋酒やアメリカ車の販売を展開する。1967年には米陸軍の工兵隊事務所の建築と賃貸管理を担当し、不動産業務として工兵隊事務所と在沖アメリカ総領事館の賃貸借契約を担当。工兵隊事務所の返還で、同社は土地の売却を決定し、会社も沖縄の不動産業者に代表権が移行した。
現在、バークレーズコートを運営する同社は、不動産業務の他にドラッグストア・リューホーを運営する。

## アクセス

### モノレール
- 沖縄都市モノレール線てだこ浦西駅
  - 駅前のてだこ浦西駅バス停から297番に乗車、または徒歩で西原入口バス停へ移動し25・56・125番に乗車、総領事館前バス停で下車、徒歩約1分。

### 路線バス
総領事館前バス停下車、徒歩約1分。
- 25番・那覇普天間線（那覇バス）
- 56番・浦添線（琉球バス交通） ※真栄原発着便のみ
- 125番・普天間空港線（那覇バス）
- 297番・キャンパスバス（那覇バス）

### 注
1. ↑  オープン当時の所在地は「浦添市字西原」であったが、2005年11月28日に行われた住居表示変更により「浦添市当山2丁目」となった。